# Пол Еймсон
Пол Еймсон (англ. Paul Aimson, нар. 3 серпня 1943, Престбері — пом. 9 січня 2008, Крайстчер) — англійський футболіст, що грав на позиції нападника.
Виступав, зокрема, за клуб «Манчестер Сіті».

## Ігрова кар'єра
У дорослому футболі дебютував 1961 року виступами за команду клубу «Манчестер Сіті», в якій провів три сезони, взявши участь у 16 матчах чемпіонату. 
Згодом з 1964 по 1973 рік грав у складі команд клубів «Йорк Сіті», «Бері», «Бредфорд Сіті», «Гаддерсфілд Таун», «Йорк Сіті» та «Борнмут».
Завершив професійну ігрову кар'єру у клубі «Колчестер Юнайтед», за команду якого виступав протягом 1973—1974 років.
Помер 9 січня 2008 року на 65-му році життя у місті Крайстчер.